# 신세이비조역
신정비장역(일본어: 新整備場駅、しんせいびじょうえき 신세비조에키[*])
(영어: Shin Seibijō Station)은 일본 도쿄도 오타구에 있는 철도역이다.

## 승강장
- 스크린도어가 설치되어 있다.

|  | ■ 도쿄 모노레일 하네다 선(하행) | 하네다 공항 제1터미널·하네다 공항 제2터미널 방면 |
|  | ■ 도쿄 모노레일 하네다 선(상행) | 유통 센터·덴노즈 아일·모노레일 하마마쓰초 방면   |

## 역세권 정보
- 도쿄 국제공항(하네다 공항)
  - 일본항공인터내셔널 격납고
  - 일본항공 제1테크니컬 센터
  - 일본항공 제2테크니컬 센터
  - 전일본공수 격납고
  - 산에이석유 하네다 지점
  - 도쿄소방청 가타소방서 공항분서
  - 유틸리티 센터 빌딩내 우체국
- 도쿄 국도 311호선
- 다마강 하구
- D활주로 전망대

## 역사
- 1993년 9월 27일: 영업 개시.
- 2002년 4월 21일: Suica 사용 개시.

## 인접역
| ■ 도쿄 모노레일 하네다 선                            | ■ 도쿄 모노레일 하네다 선 | ■ 도쿄 모노레일 하네다 선                              |
| ---------------------------------------------------- | ------------------------- | ------------------------------------------------------ |
| MO 08 하네다 공항 제3터미널 모노레일 하마마쓰초 방면 | 보통                      | MO 10 하네다 공항 제1터미널 하네다 공항 제2터미널 방면 |